# Nivel de equilibrio
En meteorología, el nivel de equilibrio (EL), o nivel de flotabilidad neutra (LNB), o límite de convección (LOC), es la altura a la que una porción de aire ascendente se encuentra a la misma temperatura que su entorno.

Diagrama que muestra la trayectoria de una parcela de aire cuando se eleva a lo largo del BCE en comparación con la masa de aire circundante Temperatura (T) y humedad (Tw)
Esto significa que el aire inestable ahora es estable cuando alcanza el nivel de equilibrio y la convección atmosférica se detiene. Este nivel suele estar cerca de la tropopausa y puede indicarse como cerca del yunque de una tormenta porque es donde finalmente se corta la corriente ascendente de la tormenta, excepto en el caso de sobrepasar las cimas donde continúa elevándose hasta el nivel máximo de parcela (MPL) debido al impulso. Más precisamente, los cumulonimbos dejarán de elevarse unos pocos kilómetros antes de alcanzar el nivel de flotabilidad neutral y, en promedio, la glaciación de yunque se produce a mayor altitud sobre la tierra que sobre el mar (a pesar de la pequeña diferencia en LNB de la tierra al mar).